# Lipniak (gmina Michów)
Lipniak (do 31 grudnia 2007 roku – istniała jako leśniczówka – wieś w Polsce położona w województwie lubelskim, w powiecie lubartowskim, w gminie Michów
Wieś wchodzi w skład sołectwa Krupy.
W latach 1975–1998 miejscowość należała administracyjnie do województwa lubelskiego.